# Naturschutzgebiet Bauernland
Das Naturschutzgebiet Bauernland mit einer Größe von 5,45 ha liegt südlich von Oberschledorn im Stadtgebiet von Medebach. Es wurde 2003 mit dem Landschaftsplan Medebach durch den Hochsauerlandkreis als Naturschutzgebiet (NSG) ausgewiesen. Das NSG ist Teil des Europäischen Vogelschutzgebiets Medebacher Bucht.

## Gebietsbeschreibung
Im NSG handelt es sich um ein ostexponierten Grünlandhang. 

## Tier- und Pflanzenarten im NSG
Im NSG brüten Heckenbrüter wie Neuntöter. Im NSG wurden vom Landesamt für Natur, Umwelt und Verbraucherschutz Nordrhein-Westfalen weiteren Tierarten dokumentiert wie Bunter Grashüpfer, Großer Kohlweißling und Schachbrettfalter.
Im NSG kommen gefährdete Pflanzenarten vor. Auswahl vom Landesamt dokumentierter Pflanzenarten im Schutzgebiet wie Acker-Witwenblume, Echtes Labkraut, Gänseblümchen, Gamander-Ehrenpreis, Gewöhnliches Ferkelkraut, Gras-Sternmiere, Magerwiesen-Margerite, Scharfer Hahnenfuß, Spitz-Wegerich, Spitzlappiger Frauenmantel, Vogel-Wicke, 
Weißes Labkraut, Wiesen-Bärenklau, Wiesen-Flockenblume, Wiesen-Kerbel, Wiesen-Kümmel, Wiesen-Platterbse und Zaun-Wicke.

## Schutzzweck
Das NSG soll das Grünland und seinem Arteninventar schützen. Wie bei allen Naturschutzgebieten in Deutschland wurde in der Schutzausweisung darauf hingewiesen, dass das Gebiet „wegen der Seltenheit, besonderen Eigenart und Schönheit des Gebietes“ zum Naturschutzgebiet erklärt wurde.